# Габалинский район
Габалинский район (азерб. Qəbələ rayonu, лезг. Къебеле район), также Гебелинский или Габелинский (до 7 февраля 1991 года — Куткашенский район) — район на севере Азербайджана.
Административный центр — город Габала, расположенный примерно в 200 км от Баку.

## География
Территория района составляет около 1550 км². Рельеф района горный. Северная часть района занимает территорию в предгорьях и горах Большого Кавказа, в ущелье гор Базар-Юрт и Туфан. В центральной части района расположена Алазанская долина, в южной части — Габалинская долина Аджынохурского предгорья. Далее расположен водораздельный хребет Сурхайханского ряда.
Территория района делится на горную, равнинную области и плоскогорье.
В ущелье реки Вандам наряду с песком и галькой распространены вулканические породы.
На северных границах района у водораздельного хребта расположены самые высокие пики Большого Кавказа — Базардюзю (4466 м), Туфандаг (4206 м), Базарюрд (4126 м), Ян. На пиках расположены два горных ледника высотой 6 км.
Территория района считается активной сейсмической зоной.

### Климат
Средняя годовая температура воздуха − 10,60 °C, абсолютный минимум –140 °C, абсолютный максимум + 37 °C.
Средняя температура января составляет от −3 до +1 °C. В горах немного холоднее: от −5 до −7 °C. Весна ранняя. Часто сопровождается пасмурной погодой. Лето жаркое и нередко засушливое. Средняя температура июля — августа составляет +23 — +25 °C. Иногда воздух прогревается до +37 °C. Осень тёплая и сухая.
Средняя норма осадков составляет 450—500 мм в год. 25 — 30 % осадков выпадает в мае и июне.
Наблюдаются горно-долинные ветры. Климат меняется от от сухого субтропического климата до горного тундрового. Район располагается в умеренном субтропическом климатическом поясе. На территории района присутствуют 4 климатических пояса.
Снежный покров сохраняется в течение 45 дней. Среднее количество дней без мороза в год составляет 241 день (минимум 208, максимум 287 дней).
На южном склоне Большой Кавказской области расположены 6 агроклиматических районов.
С 1936 года ведутся метеорологические наблюдения.

### Реки
Основные реки, протекающие по территории района — Турианчай, Дамирапаранчай и их притоки (Тикянлычай, Бумчай, Вандамчай и другие). Часто происходят наводнения и сели.

### Полезные ископаемые
Имеются залежи глины, сланца, известняка, гравия, булыжника, камня промышленного значения.
Минеральные источники — Бумский, Гамарван, Шонгар, Енгиджа, Солгиджа и другие.
В 1933 году на территории «Шехергях» в поселке Вандам обнаружено месторождение бурого угля, имеющего толщину 1,8 метров.

## История
В 1930 году был образован Куткашенский район Азербайджанской ССР. 4 января 1963 года Куткашенский район был присоединён к Агдашскому району Азербайджана. 17 января 1964 года Куткашенский район вновь стал отдельной административной единицей. В марте 1991 года район переименован в Габалинский, по названию исторического города Кабала.
Основа топонимики района — азербайджанская (97 %), также отмечаются удинские и лезгинские топонимы.

## Административное устройство
В районе расположены 1 город (Габала), 3 посёлка (Вандам, Нидж, Бум) и 60 сельских населённых пунктов.
В Габалинском районе функционируют 55 муниципалитетов (Габалинский, Бумский, Мыхлыковагский, Кётуклинский, Ниджский,
Мирзабейлинский, Имамлинский, Кичик Пиралинский, Солтаннухинский, Бёюк Пиралинский, Тюнтюльский, Нохургышлагский, Йенгиджинский, Вандамский, Заламский, Кичик Амилинский, Байрамкохалинский, Курдский, Гарадеинский, Гаджиалылинский, Бёюк Амилинский, Мамыйлинский, Чарханинский, Кушларский, Саваланский, Лазинский, Сырт Йенгиджинский, Камарванский, Меликлинский, Былыхский, Амирванский, Дызахлинский, Йени Дизахлинский, Зирикский, Зараганский, Айдынгышлагский, Дашджинский, Гамзалинский, Джигателлинский, Хырхаталинский, Тиканлинский, Абрыхский, Улудашский, Йемишанлинский, Бунудский, Сеидгышлагский, Чухур Габалинский, Товлинский, Йеникендский, Топбагский, Мамедагалинский, Шамлинский, Силейлинский, Шафилинский, Хазринский).

## Население
Общая численность населения по состоянию на 1 января 2017 года составляла 104 419 человек. Плотность населения составляла 67,3 человека на 1 км².
Средняя продолжительность жизни — свыше 70 лет.
Национальный состав района выглядит следующим образом: 73 667 человек составляют азербайджанцы (78,66 %), 16 020 — лезгины (17,11 %), 3697 — удины (3,95 %), 228 — другие.
Во всех крупных населённых пунктах (город Габала, посёлки Вандам и Бум) за исключением посёлка Нидж (где удины составляют большинство) преобладают этнические азербайджанцы. Также они составляют большинство населения в сёлах Мыхлыковаг, Нохуркышлаг, Тюнтюль, Айдынкышлаг, Джорлу, Тиканлы, Хырхатала, Гамзали, Улудаш, Зараган, Кушлар, Чухур-Габала и других.
Смешанными по национальному составу являются сёла Мирзабейли (азербайджанцы, лезгины), Солтан-Нуха (азербайджанцы, лезгины), Меликли, Амирван и некоторые другие.
Лезгинское население района проживает в основном в сёлах Лаза, Камарван, Кюснет, Еникенд.
Как пишет известный дагестанский и советский историк-этнограф, профессор С. С. Агаширинова в монографии «Материальная культура лезгин» (1978), появление многих лезгинских селений Азербайджана связано с переселением части дагестанских лезгин на его территорию. Касаясь лезгинского присутствия в Габалинском районе она говорит об «отдельных лезгинских селениях». С другой стороны, дагестанский этнограф М. М. Ихилов, касаясь образования некоторых лезгинских селений на территории современного Азербайджана переселенцами-лезгинами из горных лезгинских сел Дагестана и внутренних лезгинских районов Азербайджана, сделал предположение, что значительная часть лезгин, загнанных в ущелья гор в период распада Кавказской Албании, нашествий арабов, монголов и других восточных завоевателей, при благоприятных исторических условиях стремились вновь спуститься на плоскость.

## Экономика
Район входит в состав Шеки-Загатальской экономической зоны.
На территории района действуют Габалинский консервный завод, "Городок Гилан Гида", Габалинский завод по производству воды и лимонада, молочные и животноводческие комплексы, Габалинский молокоперерабатывающий завод, Габалинское предприятие по производству хлеба и кондитерских изделий, Габалинский завод по переработке винограда, Габалинский орехообрабатывающий завод, Габалинский лифтостроительный завод, фабрика по изготовлению пианино «Beltmann».

## Инфраструктура
9 апреля 2024 года в г. Габала открыта Габалинская районная центральная больница на 160 коек.
Электросеть Габалинского района охватывает 31 502 абонента (жилых домов и хозяйств). 9 апреля 2024 года открыта  110/35/10-киловольтная электроподстанция «Гаджиалылы» мощностью 41 мегаватт-ампер.

## Мероприятия

### Габалинский музыкальный фестиваль
С 2009 года каждое лето в районном центре, городе Габала проходит фестиваль классической музыки, а также джаза и мугама. В фестивале принимают участие оркестры и исполнители из разных стран мира. Фестиваль проводится по инициативе Фонда Гейдара Алиева, при поддержке Министерства культуры и туризма Азербайджанской Республики. В рамках фестивалей были организованы международные конкурсы молодых пианистов, концерты мугамной, классической, камерной, джазовой, вокальной музыки.

### Международный фестиваль варенья
Фестиваль проходит с 2012 года при совместной организации министерства культуры и туризма, Исполнительной власти Габалинского района, Центра национальной кулинарии и Ассоциации национальной кулинарии Азербайджана. В числе участников и гостей фестиваля присутствуют представители регионов Азербайджана, а также зарубежных стран. В 2016 году в фестивале приняли участие представители 10 зарубежных стран, 30 городов и районов. В 2017 году в V Международном фестивале варенья в Габале приняли участие кондитеры из 22 стран (Tурции, Германии, Беларуси, Bеликобритании, Грузии, Xoрватии, Ирана, Кыргызстана, Ливана, Maлaйзии, Meксики, Moлдовы, Узбекистана, Пакистана, Румынии, России, Польши, Сербии, Саудовской Аравии, Словакии, Северного Кипра и Китая), 44 городов и районов.

## Археологические раскопки
В 2014 году в результате проведённых археологами раскопок вблизи селения Дызахли на территории Габалинского района, на правом берегу реки Гарачай были найдены каменные орудия ашельской культуры, относящиеся к эпохе раннего палеолита. Кроме того, на востоке от селения Дызахли был обнаружен земляной некрополь, относящийся к Куро-араксской культуре. В одной из могил был найден скелет человека, похороненного на боку, фаянсовые посуды вокруг него и костяной конец веретена.
В 2017 году в Габалинском районе в поселении Галаери исследователями были обнаружены формы для металлических слитков, самые древние в своём роде на территории Кавказа. Также были обнаружены большие полувырытые места и внутри них неглубокие колодцы, в которых нашли остатки лампы, которые относятся к периоду халколита, что считается редкой находкой.

## Достопримечательности
На территории района сохранились: мечеть Гаджи-Гариб и церковь Чотари в селе Нидж, мавзолеи шейхов Бадреддина (1146), Мухаммеда (XVI век) и Мансура (XVI век) в селении Хазра, мечеть в городе Габала (XIX век) и развалины древней Кабалы в селе Чухур-Габала; мавзолей XVII века в селе Шефили, а также пиры (захоронения людей, считавшихся при жизни святыми и благочестивыми людьми): Ших-Баба XVI века в селе Гамзали; Комрад на вершине одноимённой горы.
Действуют Габалинский государственный историко-художественный заповедник и Габалинский археологический центр.

## Некоторые видные уроженцы
В книге «Qəbələ keçmişdə və günümüzdə» (Баку, 2021) приводятся имена видных уроженцев района, деятелей науки, искусства и военных:
Адалет Шариф оглы Тагирзаде; Гара Ахмедов; Хиджран Солтан оглы Гусейнов; Национальный Герой Азербайджана — Полад Исраил оглы Гашимов; Фарман Махмудов; Ворошил Гукасян.

## Национальные герои Азербайджана
Национальными Героями Азербайджана происходящими из Габалинского района Азербайджана являются: Полад Гашимов, Интигам Атакишиев, Афган Абдурахманов, Сахавет Бахышов.

## Фотогалерея
- Водопад в Габале
- Древняя Кабала
- Габалинский район
- Габалинский район
- Природа
- Нохур гёль
- Природа
- Дорога